# Sophronica bituberculata
Sophronica bituberculata är en skalbaggsart som beskrevs av Stefan von Breuning 1959. Sophronica bituberculata ingår i släktet Sophronica och familjen långhorningar. Inga underarter finns listade i Catalogue of Life.